# Червењски рејон
Червењски рејон (блр. Чэрвеньскі раён; рус. Че́рвенский район) административна је јединица другог нивоа у источном делу Минске области у Републици Белорусији. Административни центар рејона је град Червењ.
Рејон је основан 17. јула 1924.

## Положај
Рејон се налази на југозападу Минске области и обухвата површину од 1.630,39 км². Рејон се налази у подручју Централноберезинске равнице и на његовој територији постоји 9 тресетишта.
Најважнији водотоци су река Березина са својим притокама Свислочем и Волмом.

## Демографија
Према подацима пописа становништва из 2009. на територији рејона су живела 33.383 становника, од чека нешто око 17.000 је живело у граду. Просечна густина насељености је око 21 ст/км².
Према националном саставу 92,3% су Белоруси, 5,3% Руси, око 1% Украјинци, те 0,3% Пољаци.